# Karel Nepomucký
Karel Nepomucký, né le 20 juillet 1939 à Prague, est un footballeur international tchécoslovaque. Il remporte la médaille d'argent aux Jeux olympiques d'été de 1964 avec la Tchécoslovaquie olympique.

## Biographie
Karel Nepomucký commence le football au Dynamo Prague avec qui il dispute sa première rencontre en 1952. En championnat, il joue avec le Dynamo Prague et le Dukla Pardubice, où il prend part à 194 rencontres de championnat, pour 38 buts inscrits. Il est finaliste de la Coupe de Tchécoslovaquie en 1963.
Il joue six matchs en Coupe des villes de foires, marquant deux buts. Le 2 octobre 1968, il est l'auteur d'un doublé contre le Wiener Sport-Club (victoire 5-0).
Il reçoit une seule sélection en équipe de Tchécoslovaquie, le 17 mai 1964, contre la Yougoslavie (défaite 2-3 à Prague). 
Il fait partie de la sélection olympique, qui remporte la médaille d'argent aux Jeux olympiques d'été de 1964 à Tokyo. Lors du tournoi olympique, il ne joue qu'un seul match, face au Brésil.

## Palmarès

### équipe de Tchécoslovaquie
- Jeux olympiques de 1964 :
  -  Médaille d'argent.